# ماروروندی
ماروروندی (به انگلیسی: Murrurundi) یک حومه شهر در استرالیا است که در نیو ساوت ولز واقع شده‌است.